# Гласфлугел 304 Б
Гласфлугел 304 Б је једноседа такмичарска једрилица, класе Стандард 15 m, направљена потпуно од фибергласа. Пројектовао ју је Мартин Хансен а на основу лиценце производила се у Фабрици ФАЈ Јастреб из Вршца. Назив је добила по немачкој речи Glasflŭgel што у преводу значи "Стаклено крило".

## Пројектовање и развој
Модел 304 креиран је у сарадњи са Schempp-Hirth Flugzeugbau GmbH на основу претходног модела једрилице Glasflügel 303 Mosquito. На пројекту је почео да ради Мартин Хансен у јесен 1979. Прототип регистрован под бројем D-9304 први пут је полетео 10. маја 1980. а већ 1981. је почела редовна производња. Нажалост фирма Гласфлугел је 1982 године банкротирала а производња једрилице 304 је у ограниченом броју настављена у југословенској фирми ФАЈ Јастреб из Вршца, да би обнову производње према оригиналним калупима и алатима наставила чешка фирма HpH.

### Технички опис
Једрилица Гласфлугел 304 је у потпуности направљена од стаклопластике (фибергласа). Крило је самоносеће трапезоидног облика, аеропрофила HQ 010-16,42 релативне дебљине 16,42% и има две рамењаче. Крила су направљена по сендвич принципу, оплата од стаклених влакана а испуна ПВЦ пена. Ремењаче крила су такође направљена од стаклопластике као и оплата крила и чине јединствену целину. Крилца су везана за другу ремењачу помоћу шарки. Крила су опремљена аеродинамичким кочницама. Труп једрилице је аеродинамичног облика са нешто издуженијим кљуном у односу на њеног преходника једрилице Glasflügel 303 Mosquito. Репне површине имају облик слова Т, што значи да је хоризонтални стабилизатор на врху вертикалног стабилизатора, и израђене су као и крило. У једрилицу су уграђена два резервоара за водени баланс укупне запремине 115 литара.
Гласфлугел 304 је била прва једрилица код које се поклопац кабине (хауба), заједно са инструменталном таблом отварала напред. Тиме је, поред тога што је омогућен олакшан улазак и излазак из кабине, значајно повећана сигурност приликом напуштања једрилице у хитним случајевима. Вентилација кабине одвија се кроз прорезе у оквиру хаубе, пилот добија свеж ваздух кроз млазнице постављене на бочној страни инструмент табле, ако је потребно и кроз клизни бочни прозор на хауби. Пилот заузима полуседећи (заваљени) положај. Наслони за главу и кормило су подесиви у току лета. Опрема седишта се прилагођава телу пилота помоћу јастука на надувавање. Ергономији и удобности пилота у овој једрилици је посвећено доста пажње.
Стајни трап једрилице се састоји од увлачећег гуменог точка са добош кочницом, који се налази испод кабине пилота и еластичне дрљаче на репу једрилице. Активирање кочнице се обавља ножним путем тако да се постиже знатно већа кочиона сила него када се активирање постиже преко ручице.

### Варијанте једрилица
- 304 - оригинална првобитна производна верзија Гласфлугел размах 15 m
- 304 B - Производња ФАЈ Јастреб Вршац Југославија размах 15 m
- 304 CZ - Производња HpH Чехословачка размах 15 m сертификована 1998. године
- 304 CZ 17 - Производња HpH размах 17,43 m сертификована 1999. године
- 304 C Wasp - Производња HpH размах 15 m сертификована 2001. године

## Карактеристике
Карактеристике наведене овде се односе на једрилицу Гласфлугел 304 Б а према изворима
| Финеса      | 1 : 42,7 при брзини 96 km/h |
| Перформансе | - максимална брзина 250 km/h - минимална брзина 60 km/h - максимална брзина при јаким турбуленцијама 200 km/h - максимална брзина при авио вучи 150 km/h - минимално пропадање 0,57 m/s при брзини 77 km/h - максимална брзина у бури km/h |
| Димензије   | - размах крила 15,00 m - дужина 6,45 m - висина 1,36 m - површина крила 9,88 m2 - виткост 22,78 - аеропрофил крила HQ 010-16,42 - макс. оптеречење крила; 45,55 kg/m2                                                                      |
| Маса        | - сопствена 235 kg - полетна 450 kg - водени баланс; 115 kg |

## Оперативно коришћење
Једрилице Гласфлугел 304 се и данас (2019.г.) користе. Чешка фирма HpH која је наставила производњу ових једрилица наставила је и њихов развој тако да је на основу ње развијена потпуно нова једрилица која је задржала у називу 304 али добила додатак Shark (ајкула). Први пут је полетела 2006. године. Ова једрилица је направљена на модуларном принципу има крила од 15 и 18m већ према жељи купца. Предњи део трупа у коме се налази кабина пилота направљена је од келвара, стаклених и угљеничних влакана тако да може да истрпи оптерећења од 9g. Остали део трупа је појачан угљеничним влакнима а реп је остао од фибергласа. Ове једрилице су снабдевене различитим моторима за самостратовање. Последња једрилица из ове серије је двоседа једрилица 304TS Twin Shark која је полетела 2017. године.

## Земље које су користиле ову једрилицу
| - Југославија - Србија - Словенија - Хрватска - Босна и Херцеговина | - Чешка - Немачка - Швајцарска - Велика Британија |